# Dimension W
Dimension W (ディメンションW?, Dimenshon W, lett. "Dimensione W") è un manga scritto e disegnato da Yūji Iwahara, serializzato sul Young Gangan della Square Enix dal 16 settembre 2011 al 25 giugno 2019. Un adattamento anime, coprodotto da Studio 3 Hz e Orange, è stato trasmesso in Giappone tra il 10 gennaio e il 27 marzo 2016. In Italia il manga è edito da Planet Manga, mentre l'anime è stato acquistato da Dynit.

## Personaggi
Kyōma Mabuchi (マブチ・キョーマ?, Mabuchi Kyōma)
Doppiato da: Daisuke Ono
Mira Yurizaki (百合崎 ミラ?, Yurizaki Mira)
Doppiata da: Reina Ueda
Albert Schuman (アルベルト・シューマン?, Aruberuto, Shūman)
Doppiato da: Akira Ishida
Marie (マリー?, Marī)
Doppiata da: Kimiko Saitō
Elizabeth Greenhow Smith (エリザベス・グリーンハウ＝スミス?, Erizabesu Gurīnhau Sumisu)
Doppiata da: Eri Suzuki
Loser (ルーザー?, Rūzā)
Doppiato da: Yūichi Nakamura
Koorogi (コオロギ?, Kōrogi)
Doppiato da: Yoshitsugu Matsuoka

## Media

### Manga

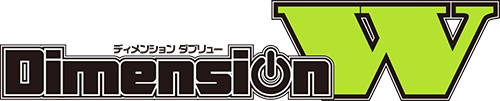
Logo della serie

Il manga, scritto e disegnato da Yūji Iwahara, è stato serializzato sulla rivista Young Gangan della Square Enix dal 16 settembre 2011, per poi essere stato spostato sul Big Gangan dal 25 dicembre 2015 al 25 giugno 2019. Il primo volume tankōbon è stato pubblicato il 25 aprile 2012 e al 24 agosto 2019 ne sono stati messi in vendita in tutto sedici. In Italia la serie è stata annunciata da Planet Manga al Napoli Comicon 2016 e pubblicata dal 3 novembre 2016.
Edizione statunitense.
America del Nord, i diritti sono stati acquistati dalla Yen Press.

#### Volumi
| Nº | Data di prima pubblicazione | Data di prima pubblicazione | Data di prima pubblicazione |
| Nº | Giapponese                  | Giapponese                  | Italiano                    |
| -- | --------------------------- | --------------------------- | --------------------------- |
| 1  | 25 aprile 2012              | ISBN 978-4-7575-3575-6      | 3 novembre 2016             |
| 2  | 25 luglio 2012              | ISBN 978-4-7575-3676-0      | 12 gennaio 2017             |
| 3  | 25 gennaio 2013             | ISBN 978-4-7575-3866-5      | 16 marzo 2017               |
| 4  | 25 luglio 2013              | ISBN 978-4-7575-3991-4      | 18 maggio 2017              |
| 5  | 25 gennaio 2014             | ISBN 978-4-7575-4211-2      | 20 luglio 2017              |
| 6  | 25 luglio 2014              | ISBN 978-4-7575-4365-2      | 21 settembre 2017           |
| 7  | 25 novembre 2014            | ISBN 978-4-7575-4479-6      | 16 novembre 2017            |
| 8  | 10 luglio 2015              | ISBN 978-4-7575-4700-1      | 18 gennaio 2018             |
| 9  | 25 dicembre 2015            | ISBN 978-4-7575-4842-8      | 15 marzo 2018               |
| 10 | 25 marzo 2016               | ISBN 978-4-7575-4922-7      | 10 maggio 2018              |
| 11 | 24 settembre 2016           | ISBN 978-4-7575-5106-0      | 12 luglio 2018              |
| 12 | 25 aprile 2017              | ISBN 978-4-7575-5335-4      | 13 settembre 2018           |
| 13 | 25 ottobre 2017             | ISBN 978-4-7575-5507-5      | 8 novembre 2018             |
| 14 | 25 aprile 2018              | ISBN 978-4-7575-5701-7      | 17 gennaio 2019             |
| 15 | 24 novembre 2018            | ISBN 978-4-7575-5924-0      | 16 maggio 2019              |
| 16 | 24 agosto 2019              | ISBN 978-4-7575-6259-2      | 9 gennaio 2020              |

### Anime
L'adattamento anime è stato annunciato dalla Funimation, come parte del comitato di produzione, in occasione dell'Anime Expo 2015. La serie televisiva, coprodotta da Studio 3 Hz e Orange per la regia di Kanta Kamei, è andata in onda dal 10 gennaio al 27 marzo 2016. Le sigle di apertura e chiusura sono rispettivamente Genesis degli Stereo Dive Foundation e Contrast dei Fo'xTails. In Italia gli episodi sono stati trasmessi in streaming, in contemporanea col Giappone, dalla Dynit su VVVVID, mentre in America del Nord i diritti sono stati acquistati dalla Funimation. Un episodio OAV sarà incluso nel sesto volume BD della serie il 26 agosto 2016.

#### Episodi
| File | Titolo italiano Giapponese 「Kanji」 - Rōmaji                                  | In onda          | In onda |
| File | Titolo italiano Giapponese 「Kanji」 - Rōmaji                                  | Giapponese       |         |
| 1    | Il recuperatore 「回収屋」 - Kaishū-ya                                         | 10 gennaio 2016  |         |
| 2    | Loser 「ルーザー」 - Rūzā                                                      | 17 gennaio 2016  |         |
| 3    | A caccia dei Numbers 「ナンバーズを追え」 - Nanbāzu o oe                       | 24 gennaio 2016  |         |
| 4    | Il mistero del lago Yasogami 「八十神湖に潜む謎」 - Yasogami-ko ni hisomu nazo | 31 gennaio 2016  |         |
| 5    | Le alternative dei defunti 「亡者の可能性」 - Mōja no kanōsei                  | 7 febbraio 2016  |         |
| 6    | Il vento dell'Africa 「アフリカの風」 - Afurika no kaze                        | 14 febbraio 2016 |         |
| 7    | Un grido dal passato 「過去からの呼び声」 - Kako kara no yobigoe               | 21 febbraio 2016 |         |
| 8    | L'isola sprofondata nel nulla 「虚無に落ちた島」 - Kyomu ni ochita shima       | 28 febbraio 2016 |         |
| 9    | La chiave di Adrastea 「アドラステアの鍵」 - Adorasutea no kagi                | 6 marzo 2016     |         |
| 10   | L'incubo torna in vita 「蘇る悪夢」 - Yomigaeru akumu                          | 13 marzo 2016    |         |
| 11   | Il Genesis scomparso 「消えたジェネシス」 - Kieta Jeneshisu                    | 20 marzo 2016    |         |
| 12   | Il futuro raggiunto 「辿りついた未来」 - Tadoritsuita mirai                    | 27 marzo 2016    |         |